# 湖州东站
湖州东站是中华人民共和国浙江省湖州市吴兴区八里店镇的车站，位于申嘉湖高速和湖盐公路交叉口东北方向（约东1.5千米，北1.2千米处），2024年12月26日沪苏湖高铁開通後，车站开行始发列车。

## 历史
2018年10月，国家发展改革委就关于新建上海经苏州至湖州铁路可行性研究报告作批复：预留湖州东站及往杭州方向设置联络线的条件。
2019年4月11日，新建湖州至杭州西至杭黄高铁连接线（湖杭铁路）可行性研究报告获中国铁路总公司和浙江省政府联合批复。报告同时明确在杭黄高铁与沪苏湖高铁连接线上新建湖州东站。。
2024年12月26日，湖州东站與滬蘇湖高鐵同步開通。

## 规模
湖州东站现有到发线5条，正线2条。站台3座，其中侧式站台1座，岛式中间站台2座，共5个站台面，地道2处。并设有动车存车场。

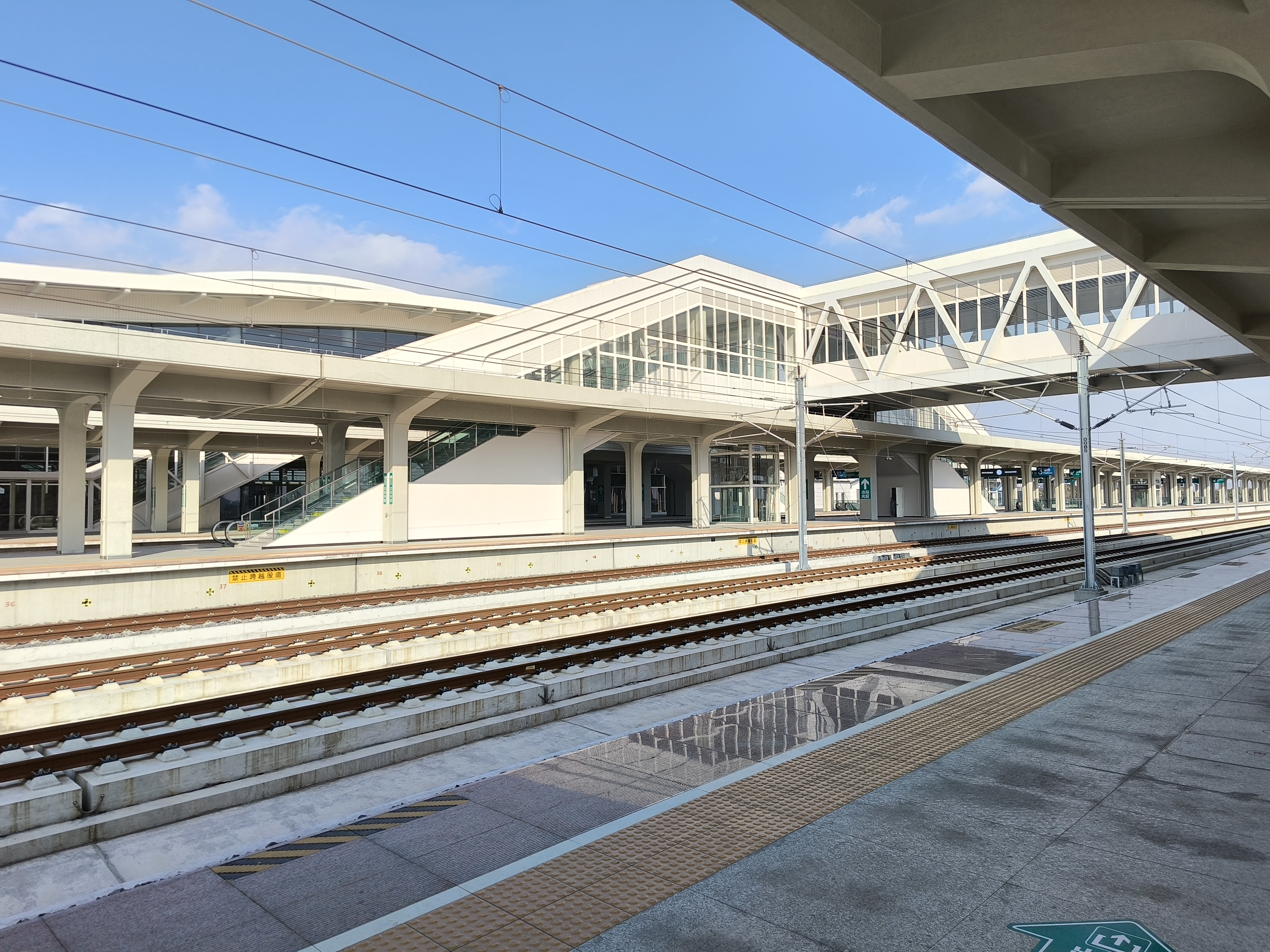
车站站场
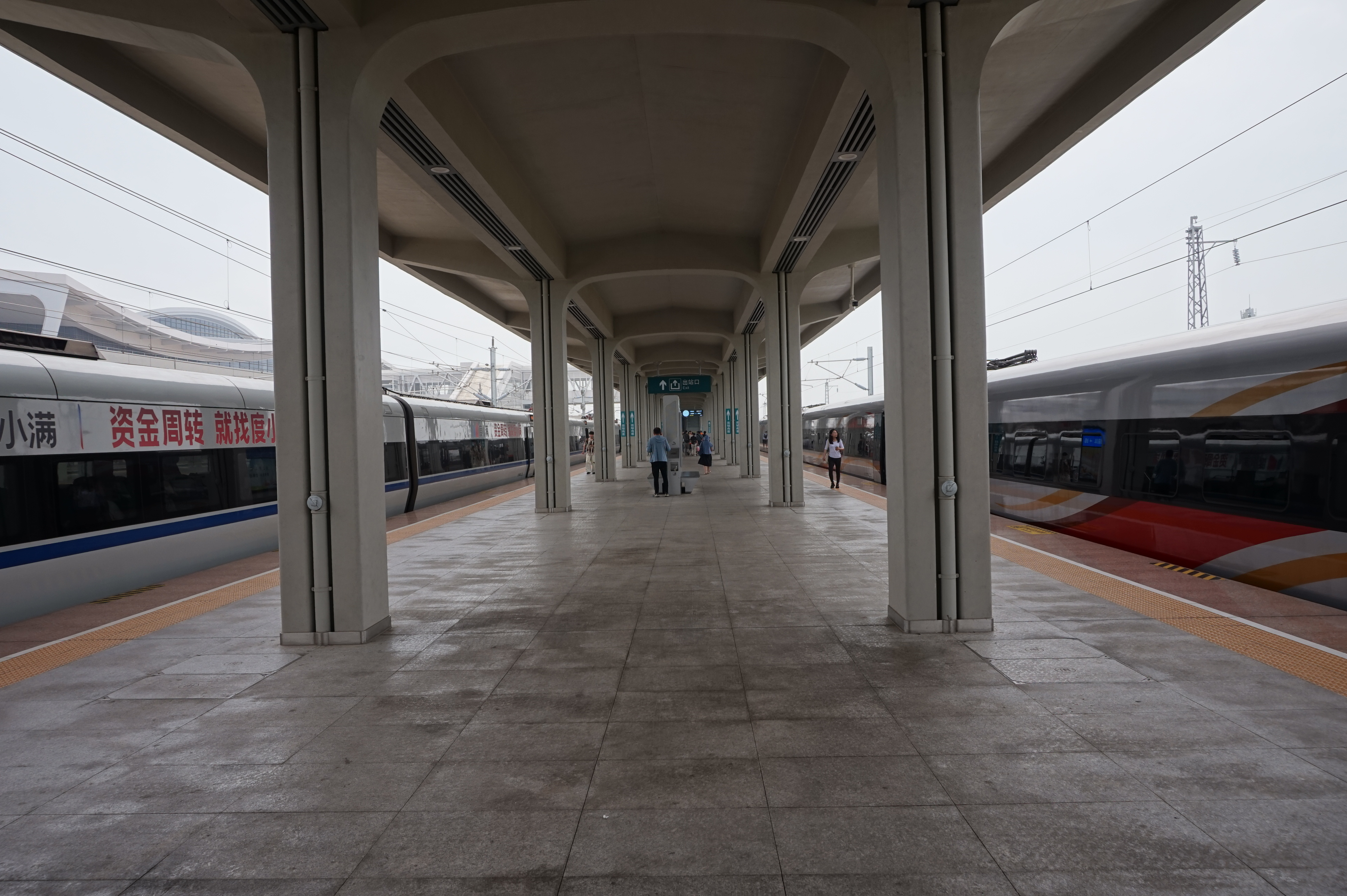
湖州方向站台
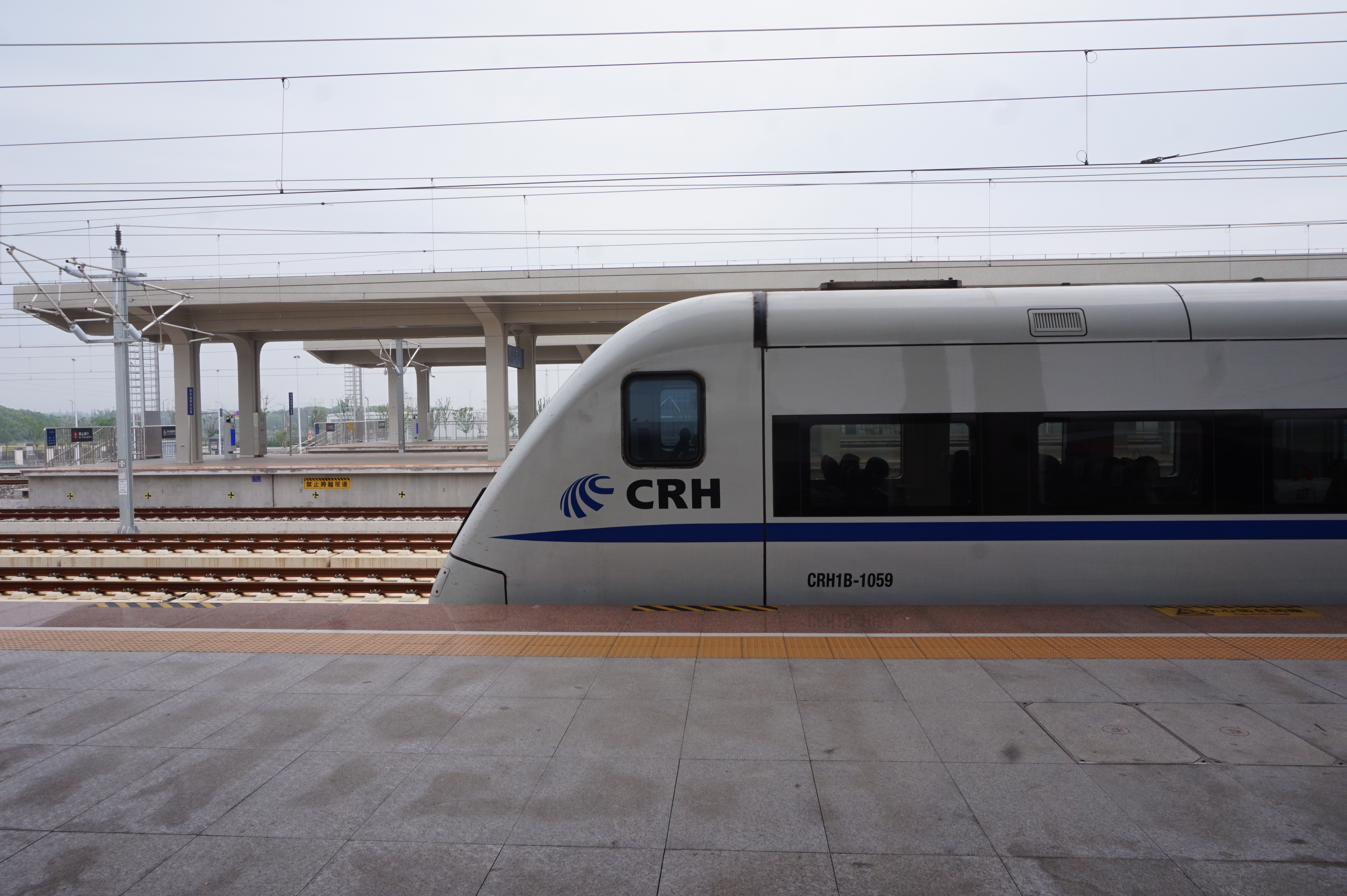
D3068次列车停靠在站台待发